# Belden Namah
Belden Namah (* 30. Dezember 1969) ist ein  papua-neuguineischer Politiker.
Als Captain in der Papua New Guinea Defence Force spielte Namah eine wichtige Rolle in der Operation Rausim Kwik. Belden Namah wurde 1997 zusammen mit zwei anderen Offizieren zu sechs Jahren Haft verurteilt, nachdem er im Zusammenhang mit der Sandline-Affäre der Meuterei für schuldig befunden wurde. 2002 wurde er auf Bewährung freigelassen und 2005 durch Generalgouverneur Paulias Matane anlässlich des 30. Unabhängigkeitstages von Papua-Neuguinea  begnadigt.
Seit 2007 vertritt er als Abgeordneter der Papua New Guinea Party den Wahlkreis Vanimo-Green River in der Provinz Sandaun im Parlament von Papua-Neuguinea. Im August 2007 erfolgte seine Ernennung zum Forstminister in der Regierung von Michael Somare.
Im Juli 2009 berichtete der Samoa Observer über den Ankauf von zwei Anwesen auf Samoa im Wert von 1.500.000 US-Dollar durch Belden Namah. Zuerst dementierte dieser den Bericht. Nachdem die Zentralbank von Samoa ihre Absicht bekundete, eine Untersuchung wegen möglicher Geldwäsche einzuleiten, bestätigt er den Kauf, gab jedoch an, er habe im Auftrag ungenannter Geschäftsfreunde gehandelt.
Im Oktober 2010 übernahm Namah die Führung der PNG Party von Mekere Morauta. Am  5. Mai 2011 trat er die Nachfolge von Mekere Morauta als Oppositionsführer an. 
Am 8. August 2011 wurde Namah Vizepremierminister in der Regierung von Peter O’Neill.
Zusammen mit dem Generalstaatsanwalt Allan Marat wurde Namah am 14. November 2011 auf Anordnung des Obersten Gerichtshofs verhaftet. Man warf den beiden vor, eine Untersuchung über die Veruntreuung von Gerichtsgeldern behindert zu haben. Bis zu einer Gerichtsverhandlung wurden beide gegen Zahlung einer Kaution aus dem Gefängnis entlassen.